# Zdzisław Zaręba
Zdzisław Zaręba (ur. 30 lipca 1979 w Nowym Targu) – polski hokeista, reprezentant Polski. Działacz hokejowy.

## Kariera
- EV Ravensburg (1997–1998)
- SMS Warszawa (1998–1999)
- Podhale Nowy Targ (1999–2001)
- Landshut Cannibals (2001–2007)
- Podhale Nowy Targ (2007–2008)

Wychowanek Podhala Nowy Targ. Występował w Ekstralidze i w niższych ligach w Niemczech. Karierę skończył w trakcie sezonu 2007/2008 z powodu konfliktu z trenerem Wiktorem Pyszem.
W reprezentacji Polski rozegrał 27 spotkań, strzelił 2 gole, zaliczył 3 asysty i przesiedział 37 minut na ławce kar.
Przyjął także niemieckie obywatelstwo. W 2008 został ranny w wypadku samochodowym w okolicach Warszawy.
Po zakończeniu czynnej kariery zawodniczej został zawodnikiem TS Old Boys Podhale, w 2014 zdobył z drużyną złoty medal mistrzostw Polski oldboyów. W kwietniu 2017 został wybrany prezesem zarządu MMKS Podhale Nowy Targ.